# Neuer Packhof (Berlin)

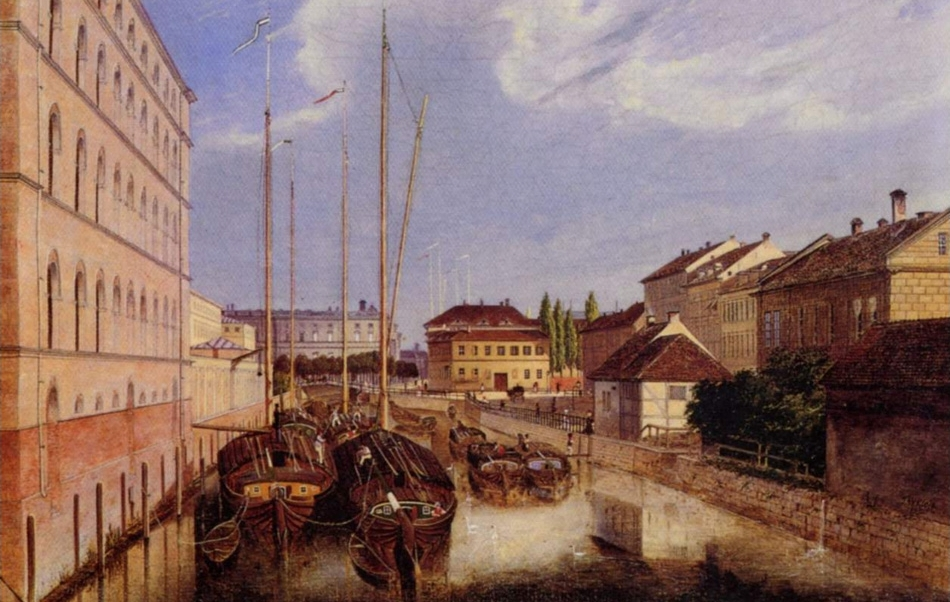
Blick in den Kupfergraben um 1835: Links der fünfgeschossige Speicher des Neuen Packhofs, im Hintergrund (Mitte) das Berliner Stadtschloss, rechts die Gebäude der Königlichen Büchsenmacherei.
Gemälde von Friedrich Wilhelm Klose

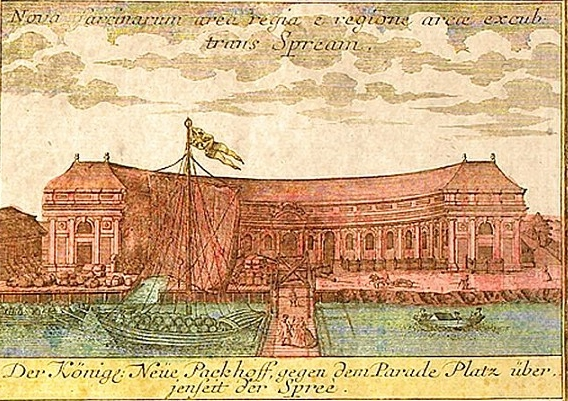
Seit 1749 diente die alte Orangerie auf der Museumsinsel als Neuer Packhof. Später war hier ein Geschirrlager untergebracht.
Beibild zu einem Berlin-Stadtplan von Seutter

Der Neue Packhof in Berlin war eine große, für die Berliner Wirtschaft wichtige zentrale Zoll- und Steuerstelle verbunden mit einem Warenlager. Er bestand von 1749 an bis 1938 auf dem heute als „Museumsinsel“ bezeichneten Gelände an der Spree.

## Die Museumsinsel: ein ehemaliges Gewerbegebiet
Bevor die Spreeinsel nördlich des Berliner Lustgartens zur „Museumsinsel“ und zum Weltkulturerbe wurde, war sie über ein Jahrhundert lang vor allem ein Gewerbe- und Wohngebiet. Erst nach und nach breiteten sich auf dem Gelände prächtige Museumsbauten in einem antikisierenden Stil aus und verdrängten die profanen Lagerschuppen und Magazine.

## Der Neue Packhof in der alten Orangerie
Im Jahr 1749 stellte der preußische König Friedrich II. das sogenannte Orangerie-Haus am Lustgarten, das seit 1713 nicht mehr für seinen ursprünglichen Zweck benötigt wurde, als Ergänzung für den bisherigen am Spreegraben bestehenden alten Packhof, der zu eng geworden war, zur Verfügung. Zum Emporheben der Waren aus den Schiffen, die auf einem Kommunikationsgraben von der Spree aus in den Hafen einfahren konnten, wurde am Kai ein hölzerner Drehkran installiert. Diese Anlage wurde zur Unterscheidung vom Alten Packhof nun „Neuer Packhof“ genannt.

## Die Erweiterung und Modernisierung durch Schinkel
Zwischen 1829 und 1831 wurde der Neue Packhof, der durch die Zunahme des Warenumschlags ebenfalls zu eng geworden war, nach Entwürfen von Karl Friedrich Schinkel völlig umgestaltet und erweitert. Dazu wurde ein langer Geländestreifen am Kupfergraben entlang genutzt, auf dem sich früher ein Holzmarkt befunden hatte. Die alte Orangerie wurde verkauft und diente fortan als Lager für das sogenannte „Gesundheitsgeschirr“.
Der erweiterte Neue Packhof Am Kupfergraben war ein reiner Zweckbau: Hafen, Speicher, Umschlagplatz, Kontrollstation und Steueramt für Waren aller Art. Er wurde im Zusammenhang mit Schinkels Kupfergrabenplan errichtet, im Anschluss an das für den Bau des Königlichen Museums am Lustgarten (heute: Altes Museum) durch Aufschüttung gewonnene Gelände zwischen Spree und Kupfergraben und in Sichtweite zu den Schinkelbauten Bauakademie und Museum. Schinkel ließ bei seiner Konzeption die Erfahrungen, die er auf seiner Englandreise mit englischen Vorbildern gemacht hatte, einfließen. Der Speicher des Neuen Packhofs gilt als einer der ersten Industriebauten Berlins.

## Die neuen Gebäude

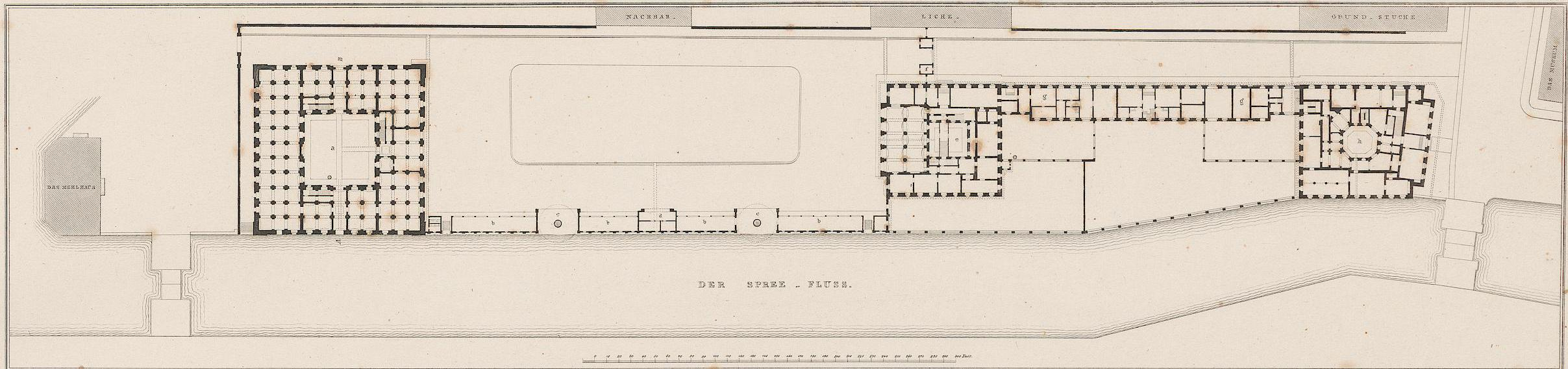
Der Grundriss des Neuen Packhofs am Kupfergraben
Zeichnung von Karl Friedrich Schinkel, 1829

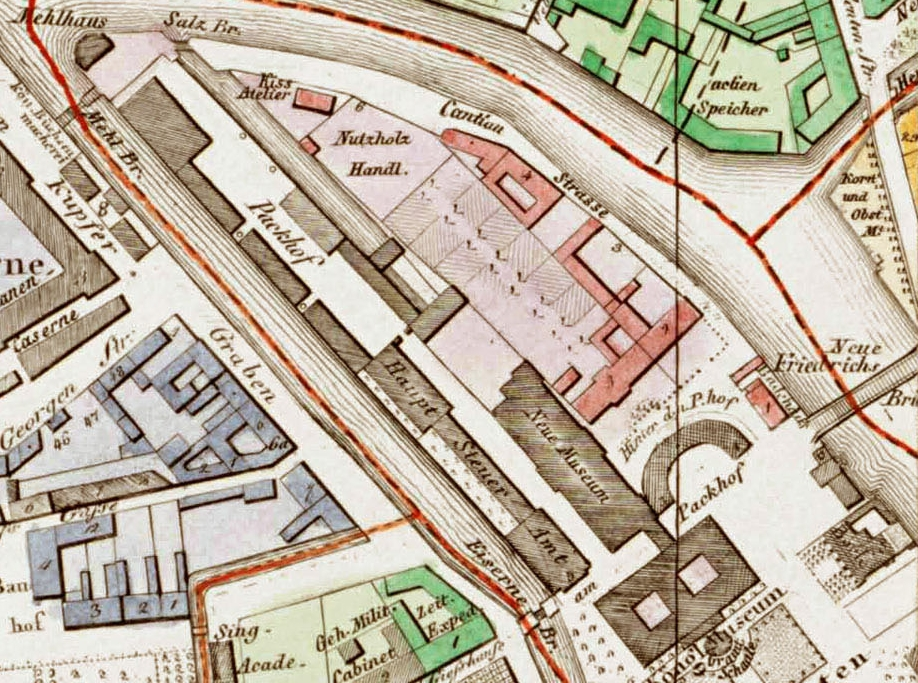
Der Neue Packhof wurde 1829–1831 durch Karl Friedrich Schinkel erweitert und völlig umgestaltet
Ausschnitt aus dem Berlin-Plan von Selter, 1846

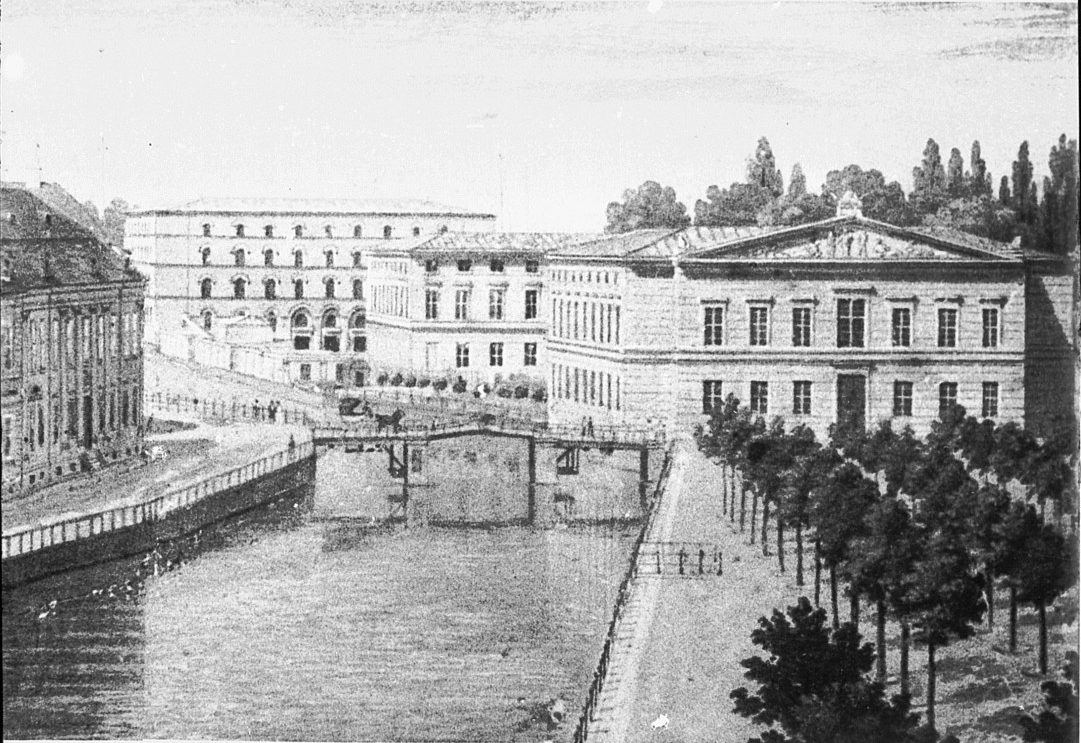
Blick auf den Neuen Packhof von Süden. Rechts: die Bäume des Lustgartens, dahinter das Wohnhaus des Generalsteuerdirektors.
Graphik von C. G. Eislen, 1834

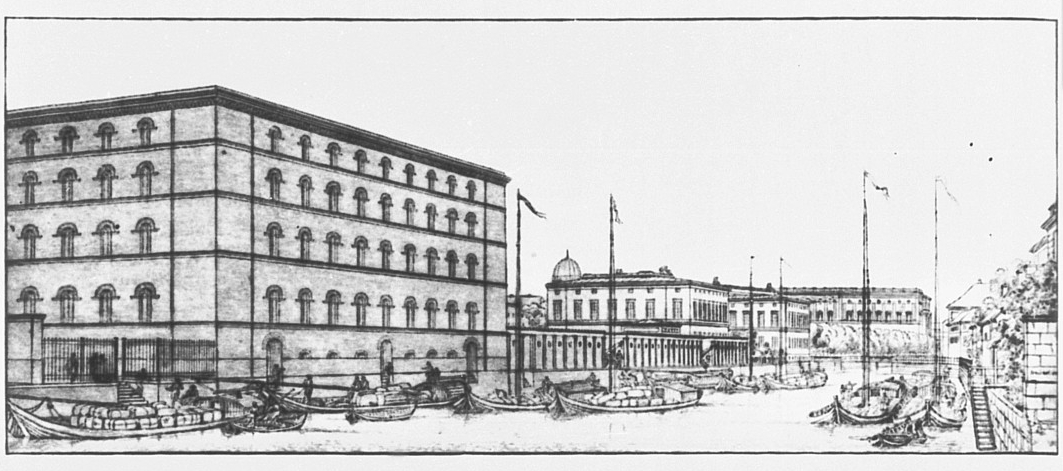
Ansicht des Neuen Packhofs von Norden aus: links der fünfgeschossige Speicher. Am Kai sind weiterhin zu sehen: die galerieartigen Schuppen mit den Kränen und die beiden Wohn- und Behördengebäude, das Haus des Packhofdirektors (in der Mitte) überragt von der Kuppel des Berliner Doms am Lustgarten.
Zeichnung von Karl Friedrich Schinkel, 1829

Die von Schinkel modernisierte neue Packhofanlage, die sich am Kupfergraben entlang bis fast zur Inselspitze erstreckte, umfasste verschiedene Gebäude und Anlagen. Schinkel hat sie selbst in seiner Publikation „Sammlung architektonischer Entwürfe“ (1834) erläutert.
Der von Schinkel umgestaltete und neugebaute Packhof am Kupfergraben bestand zunächst aus diesen fünf Bauwerken:
1. Das Wohnhaus des Generalsteuerdirektors, ein Gebäude von fast quadratischer Grundform, das sich am Eingang zum Packhofgelände befand. Dieses später neben dem Neuen Museum gelegene Gebäude verfügte über einen kleinen inneren Hof und enthielt außer der Wohnung des Generalsteuerdirektors auch die Niederlage und die Kasse für das Stempelpapier sowie die Büros der Generalsteuerdirektion. An diesem Gebäude war zur Straßenseite hin ein dreiseitiges Giebelrelief (Fronton) angebracht, das die Bestimmung der ganzen Anlage andeutete.
2. Der Verbindungsbau; ein schmaler, langer Bau von geringer Höhe; er verband das Wohnhaus des Generalsteuerdirektors mit dem nordwestlich gelegenen Wohngebäude des Packhofdirektors. In dem Verbindungsbau waren auch einige Büros von Packhofmitarbeitern untergebracht. An der Seite zum Kupfergraben befand sich eine Gartenfläche. Hinter dem Verbindungsbau verlief die Zufahrtsstraße zum Packhofgelände. Hier befand sich auch der Haupteingang zum Packhof.
3. Das Wohngebäude für den Packhofdirektor und seine Mitarbeiter. Dieses Haus war ebenfalls von fast quadratischer Grundform, verfügte wiederum über einen kleinen inneren Hof und enthielt außer den Wohnungen auch den großen Revisionssaal und die Räume der Packhofverwaltung, bis auf diejenigen, die sich in dem langen Verbindungsgebäude befanden.
4. Ein galerieartiger Schuppen; dieser Schuppen zog sich nordwestlich des Wohnhauses des Packhofdirektors längs dem Packhofplatz am Wasser entlang. Hier wurden die ausgeschifften Waren zunächst untergebracht, weshalb auch hier die dafür nötigen Kräne aufgestellt wurden.
5. Ein Speicher von fünf Geschossen, in dem Waren aller Art gelagert werden konnten. Dieses Gebäude befand sich am nordwestlichen Ende der Packhofanlage als Nachbar des Mehllagerhauses der Bäckerinnung (das sich vor der Erweiterung des Packhofes weiter südöstlich, an der Stelle des neuerbauten Wohnhauses des Generalsteuerdirektors, befunden hatte). Dem Speicher gegenüber befand sich auf der anderen Seite des Kupfergrabens die Königliche Büchsenmacherei.

## Nochmalige Erweiterungen
Der erweiterte Neue Packhof wurde 1832 in Betrieb genommen. Schinkel fügte der Anlage aber bereits 1833 und 1834 ergänzende Bauten hinzu, darunter einen Stichkanal, den sogenannten „Salzgraben“ und das Salzmagazin, das am Ende des Salzgrabens lag.

## Abriss bis 1938
Der 1832 in Betrieb genommene erweiterte Neue Packhof wurde schon wenige Jahrzehnte später in Teilen wieder abgerissen, um neuen Museumsbauten Platz zu machen. Die Schinkelsche Anlage wich so nach und nach den Neubauten der Museen. Ein neuer Packhof wurde in den Jahren 1880 bis 1886 in Berlin-Moabit zwischen der Spree und der Berliner Stadtbahn gebaut. Bis Mitte der 1930er Jahre existierte auf dem ehemaligen Packhofgelände noch das Wohngebäude des Generalsteuerdirektors, in dem das Salzsteueramt untergebracht gewesen war. Erst 1938 wurde auch dieser letzte Teil der Packhofanlage abgetragen, da sich wegen des schlechten Baugrundes an mehreren Stellen die Grundmauern gefährlich gesenkt hatten.